# Wonséaly
Wonséaly este o comună din departamentul Soubre, regiunea Bas-Sassandra, Coasta de Fildeș.